# پاراکار
پاراکار (به ارمنی: Փարաքար) یک روستایی بزرگ در ارمنستان است که در استان آرماویر واقع شده‌است.  در  کیلومتری شمال آرماویر، مرکز استان آرماویر واقع شده است. این روستا به خاطر معدن گچ خود شهرت دارد. نام پیشین این روستا شیرآباد بود.فرودگاه بین‌المللی زوارتنوتس در فاصله کمی از جنوب پاراکار قرار گرفته است.

## خصوصیات
پاراکار ۹٬۲۹۷ نفر جمعیت دارد و در ارتفاع  متر بالاتر از سطح دریا قرار گرفته است.